# Curt Münch
Curt Münch (* 13. Mai 1882 in Mülsen St. Niclas; † 5. Oktober 1966 in Karl-Marx-Stadt) war ein deutscher Detektiv und Hellseher.

## Leben und Wirken
Nach einer Lehre zum Weber und später zum Weichensteller lebte er ab 1910 in Lichtentanne bei Zwickau. Er arbeitete zunächst bei der Sächsischen Staatsbahn und dann bis zu seiner Entlassung bei der Deutschen Reichsbahn. Bereits als Kind verfügte er nach eigener Aussage über Fähigkeiten des Hellsehens, die er in seinem neuen Beruf als Detektiv erfolgreich nutze. 1924 eröffnete er in Zwickau eine Detektei, die er 1928 nach Chemnitz-Rabenstein verlegte. In der Zeit des Nationalsozialismus wurde Münch im KZ Sachsenhausen inhaftiert und in der DDR vom MfS observiert.